# Caesalpinia robinsoniana
Caesalpinia robinsoniana är en ärtväxtart som först beskrevs av Nathaniel Lord Britton och Joseph Nelson Rose, och fick sitt nu gällande namn av Gwilym Peter Lewis. Caesalpinia robinsoniana ingår i släktet Caesalpinia och familjen ärtväxter. Inga underarter finns listade i Catalogue of Life.